# B. R. Meenakshi
B. R. Meenakshi  (* 20. September 1979) ist eine indische Badmintonspielerin.

## Karriere
B. R. Meenakshi gewann 1997 und 1998 vier Medaillen bei den indischen Einzelmeisterschaften der Junioren. 1999 belegte sie bereits bei den Erwachsenen Platz zwei und drei bei den Indian Open. 2004 gewann sie ihren einzigen nationalen Titel bei den Erwachsenen und wurde wiederum Dritte bei den Indian Open. 2006 erkämpfte sie noch einmal zwei Silbermedaillen bei den Südasienspielen.

## Sportliche Erfolge
| Saison | Veranstaltung                              | Disziplin   | Platz | Name                                  |
| ------ | ------------------------------------------ | ----------- | ----- | ------------------------------------- |
| 1997   | Indien: Einzelmeisterschaften der Junioren | Mixed       | 1     | Harish Chander / B. R. Meenakshi      |
| 1998   | Indien: Einzelmeisterschaften der Junioren | Mixed       | 1     | Arup Baidya / B. R. Meenakshi         |
| 1998   | Indien: Einzelmeisterschaften der Junioren | Dameneinzel | 1     | B. R. Meenakshi                       |
| 1998   | Indien: Einzelmeisterschaften der Junioren | Damendoppel | 1     | B. R. Meenakshi / Parul Priyadarshani |
| 1999   | India International                        | Dameneinzel | 1     | B. R. Meenakshi                       |
| 1999   | India International                        | Mixed       | 3     | B. R. Meenakshi                       |
| 2004   | Indien: Einzelmeisterschaften              | Mixed       | 1     | Marcos Bristow / B. R. Meenakshi      |
| 2004   | India International                        | Damendoppel | 3     | B. R. Meenakshi / C. H. Deepthi       |
| 2004   | Pakistan International                     | Mixed       | 1     | Marcos Bristow / B. R. Meenakshi      |
| 2006   | Südasienspiele                             | Damendoppel | 2     | Aparna Balan / B. R. Meenakshi        |
| 2006   | Südasienspiele                             | Dameneinzel | 2     | B. R. Meenakshi                       |